# Aphonomorphus ferox
Aphonomorphus ferox är en insektsart som beskrevs av Otte, D. 2006. Aphonomorphus ferox ingår i släktet Aphonomorphus och familjen syrsor. Inga underarter finns listade i Catalogue of Life.